# Лебяжинский сельский округ
Лебяжинский сельский округ ( каз. Лебяжье ауылдық округі) - административная единица в составе района Магжана Жумабаева Северо-Казахстанской области Казахстана. Административный центр - село Лебяжье. Аким сельского округа - Умарова Шырайлым Рысбаевна.
Население - 979 человек ( 2009, 1330 в 1999, 1736 в 1989  ).

## Образование
Сфера образования представлена двумя государственными образовательными учреждениями: в  селе Лебяжье - основная   школа, в которой обучаются 45 учащихся, в Красно-Казахстанской неполной средней школе - 43 учащихся. При школах функционируют 2 миницентра на 50 мест с полным днем пребывания. Работают спортивные  секции, развит национальный вид спорта: казакша  курес, жекпе -  жек,  конно- спортивные  соревнования. Для занятия спортом в зимний период имеются хоккейные корты в селе Куралай и селе Лебяжье.  

## Здравоохранение
На территории  округа  функционирует два  медицинских пункта.  Имеется аптека. Для перевозки больных и доставки до районного центра имеется машина скорой помощи. 

## Культура
В сельском округе имеется украинский этно-культурный центр «Паллисся». В округе действуют 2  сельские библиотеки и 2 школьные библиотеки. Ведется работа совета ветеранов, совета общественности. Функционирует старинная православная церковь «Приход Пророка Илии», одна из самых старых в области. Официально ее постройку датируют 1826 годом. Рядом с церковью когда-то располагалась Лебяжья крепость-звезда, построенная в 1752 году. Восьмиконечная звезда, расположенная на окраине села, имеет размеры около 300 метров в поперечном сечении, втрое больше римского Колизея. От крепости остался огромный ров глубиной в 2 метра, а над ним двухметровый вал.

## Инфраструктура
По Лебяжинскому сельскому округу  протяженность автодорог местного пользования составляет  13 км  с асфальтовым   покрытием и 32 км дороги  районного значении с асфальтовым покрытием. Работают пункты раздачи воды в сёлах. В селе Лебяжье проложена водоразводящая сеть.

## Состав
Село Ахметжан было ликвидировано в 1998 году  . 21 июня 2019 года было ликвидировано село Круглое  .
В состав округа входят такие населенные пункты:
| Населенный пункт | Население, человек ( 1989 ) | Население, человек ( 1999 ) | Население, человек ( 2009 ) |
| ---------------- | --------------------------- | --------------------------- | --------------------------- |
| Ахметжан, село   | 14                          | -                           | -                           |
| Круглое, село    | 161                         | 65                          | 21                          |
| Куралай, село    | 592                         | 487                         | 308                         |
| Лебяжье, село    | 969                         | 778                         | 650                         |

## Примечание
1. ↑  Итоги Национальной переписи населения Республики Казахстан 2009 года. Агентство Республики Казахстан по статистике. Архивировано из оригинала 13 мая 2013 года.
2. ↑  Лебяжинский сельский округ района Магжана Жумабаева | Аппарат акима сельского округа. lebyazh-mzh.sko.gov.kz. Дата обращения: 1 декабря 2020. Архивировано 5 августа 2020 года.
3. ↑  Итоги Всесоюзной переписи населения 1989 года по Казахской ССР. Том 3 Архивная копия от 16 ноября 2018 на Wayback Machine  (рус.)
4. ↑  Лебяжинский сельский округ района Магжана Жумабаева | Отчетные встречи. lebyazh-mzh.sko.gov.kz. Дата обращения: 1 декабря 2020. Архивировано 5 августа 2020 года.
5. ↑  Необычные места на карте Северного Казахстана. Петропавловск News. Дата обращения: 1 декабря 2020. Архивировано 30 октября 2020 года.
6. ↑  Об исключении из учетных данных населенных пунктов области, утративших статус самостоятельных административно-территориальных единиц - ИПС "Әділет". Дата обращения: 26 октября 2020. Архивировано 20 августа 2016 года.
7. ↑  О некоторых вопросах административно-территориального устройства Северо-Казахстанской области - ИПС "Әділет". Дата обращения: 26 октября 2020. Архивировано 18 июля 2019 года.
8. ↑  Из них немцы 64 %, русские 28 %.
9. ↑  Из них русские — 52 %, казахи — 43 %.